# Sjellajauratjah
Sjellajauratjah är varandra näraliggande sjöar i Arjeplogs kommun i Lappland som ingår i Umeälvens huvudavrinningsområde.
- Sjellajauratjah (Arjeplogs socken, Lappland, 736687-152080), sjö i Arjeplogs kommun, 66°23′59″N 16°16′13″Ö / 66.3998°N 16.2702°Ö
- Sjellajauratjah (Arjeplogs socken, Lappland, 736710-152062), sjö i Arjeplogs kommun, 66°24′07″N 16°15′59″Ö / 66.4019°N 16.2663°Ö
- Sjellajauratjah (Arjeplogs socken, Lappland, 736726-152071), sjö i Arjeplogs kommun, 66°24′12″N 16°16′06″Ö / 66.4033°N 16.2683°Ö
- Sjellajauratjah (Arjeplogs socken, Lappland, 736733-152092), sjö i Arjeplogs kommun, 66°24′14″N 16°16′23″Ö / 66.4039°N 16.273°Ö